# Puerto Vallarta kommun
Puerto Vallarta är en kommun i Mexiko.   Den ligger i delstaten Jalisco, i den centrala delen av landet, 600 km väster om huvudstaden Mexico City. Antalet invånare är 255 725.
Följande samhällen finns i Puerto Vallarta:
- Puerto Vallarta
- Ixtapa
- Banus Vallarta
- Boca de Tomatlán
- El Zancudo
- El Cantón
- Playa Grande
- Getsemaní
- Los Ángeles
- Rancho Nácar
- Santa Cruz de Quelitán
- Verde Valle
- Colinas del Valle
- Colonia Paso del Molino
- Colonia los Robles